# 全国車いすマラソン
全国車いすマラソン（篠山）（ぜんこくくるまいすマラソン）は、1988年から兵庫県丹波篠山市で毎年9月に開催されていた車いすマラソン大会である。

## 概要
1988年に開催された「第１回全国健康福祉祭」兵庫大会（ねんりんピック）の行事の一環として、各種の高齢者スポーツ、シンポジウム、アーチェリー大会、車いすバスケットボール大会などとともに、第1回目の全国車いすマラソン大会が開催された。なお、国内で公認コースを使用し、フルマラソンを開催しているのは、この大会と、大分国際車いすマラソン大会（大分県）の2大会のみである。また、2005年からコースを変更している。出場者数の減少が続いていることに伴い、2019年を最後にフルマラソンの部が廃止され、翌年以降はフルマラソンに代わり、気軽に参加できるファンランを実施する予定であったが、2022年に大会の廃止が発表された。今後は新大会「兵庫車いすロードレース」（仮称）に刷新する方針で、篠山市内に限らず、県内各地の県立公園などで、年１回持ち回りで開催することを予定している。
- 主催：兵庫県、丹波篠山市、財団法人兵庫県障害者スポーツ協会
- 種目：マラソン（42.195km）、ハーフマラソン（21.0975km）
- コース：篠山城跡マラソンコース（日本陸連公認）
- 大会事務局：財団法人兵庫県障害者スポーツ協会（兵庫県健康福祉部障害福祉局障害者支援課内）
- 現地事務局：篠山市福祉事務所

## 歴代優勝者
※　フルマラソンのみ。
| 回 | 開催日        | 男子                | 男子          | 女子                  | 女子          |
| 回 | 開催日        | 優勝者（出身地）    | タイム        | 優勝者（出身地）      | タイム        |
| -- | ------------- | ------------------- | ------------- | --------------------- | ------------- |
| 1  | 1988年9月25日 | 山本行文 （熊本）   | 1時間54分00秒 | 石谷まさ子 （兵庫）   | 3時間06分32秒 |
|    | 1989年        | 開催なし            |               |                       |               |
| 2  | 1990年9月30日 | 山本行文 （熊本）   | 1時間58分44秒 | 長谷川直美 （兵庫）   | 2時間35分34秒 |
| 3  | 1991年9月29日 | 熊谷重信 （宮城）   | 1時間46分02秒 | -                     | -             |
| 4  | 1992年9月27日 | 瀬川康雄 （兵庫）   | 1時間45分06秒 |                       |               |
| 5  | 1993年9月26日 | 藤田英二 （山口）   | 1時間43分15秒 | 奥山京子 （山形）     | 2時間26分49秒 |
| 6  | 1994年9月25日 | 田中秀夫 （山口）   | 1時間39分17秒 |                       |               |
| 7  | 1995年9月24日 | 田中秀夫 （山口）   | 1時間40分54秒 |                       |               |
| 8  | 1996年9月29日 | 廣道純 （兵庫）     | 1時間35分19秒 |                       |               |
| 9  | 1997年9月28日 | 田中秀夫 （山口）   | 1時間33分21秒 |                       |               |
| 10 | 1998年9月27日 | 永尾嘉章 （兵庫）   | 1時間38分55秒 | 土田和歌子 （東京都） | 1時間52分18秒 |
| 11 | 1999年9月26日 | 廣道純 （大分）     | 1時間37分44秒 | 畑中和 （兵庫県）     | 1時間46分45秒 |
| 12 | 2000年9月24日 | 廣道純 （大分）     | 1時間33分13秒 | 川島由美 （愛知）     | 2時間04分14秒 |
| 13 | 2001年9月30日 | 副島正純 （福岡）   | 1時間32分19秒 | 伊達喜代子 （福井）   | 2時間35分06秒 |
| 14 | 2002年9月29日 | 花岡伸和 （大分）   | 1時間27分08秒 | 川島由美 （兵庫）     | 1時間51分00秒 |
| 15 | 2003年9月28日 | 花岡伸和 （大分県） | 1時間29分40秒 | 畑中和 （兵庫）       | 1時間43分47秒 |
| 16 | 2004年9月29日 | 渡辺幹司 （広島）   | 1時間32分26秒 | 鈴木良美 （愛知）     | 2時間15分11秒 |
| 17 | 2005年9月25日 | 笹原廣喜 （大分県） | 1時間29分27秒 | 伊達喜代子 （福井）   | 2時間23分01秒 |
| 18 | 2006年9月24日 | 副島正純 （福岡）   | 1時間29分02秒 |                       |               |
| 19 | 2007年9月30日 | 小谷謙二 （兵庫）   | 1時間29分04秒 |                       |               |
| 20 | 2008年9月28日 | 花岡伸和 （千葉）   | 1時間31分20秒 | -                     | -             |
| 21 | 2009年9月27日 | 樋口政幸 （長野）   | 1時間31分54秒 | 高嵜瑞貴 （東京）     | 2時間11分27秒 |
| 22 | 2010年9月26日 | 山本浩之 （福岡）   | 1時間32分06秒 | 高嵜瑞貴 （神奈川）   | -             |
| 23 | 2011年9月25日 | 西田宗城 （大阪）   | 1時間32分17秒 |                       |               |
| 31 | 2019年9月25日 | 副島正純 （福岡）   | 1時間26分39秒 |                       |               |